# Tenontosaurus
A Tenontosaurus a közepes, illetve nagy méretű ornithopoda dinoszauruszok egyik neme. Korábban hypsilophodontidának tartották, de mivel a Hypsilophodontia csoportot már nem tekintik kládnak, nagyon kezdetleges iguanodontiának számít.

## Anatómia

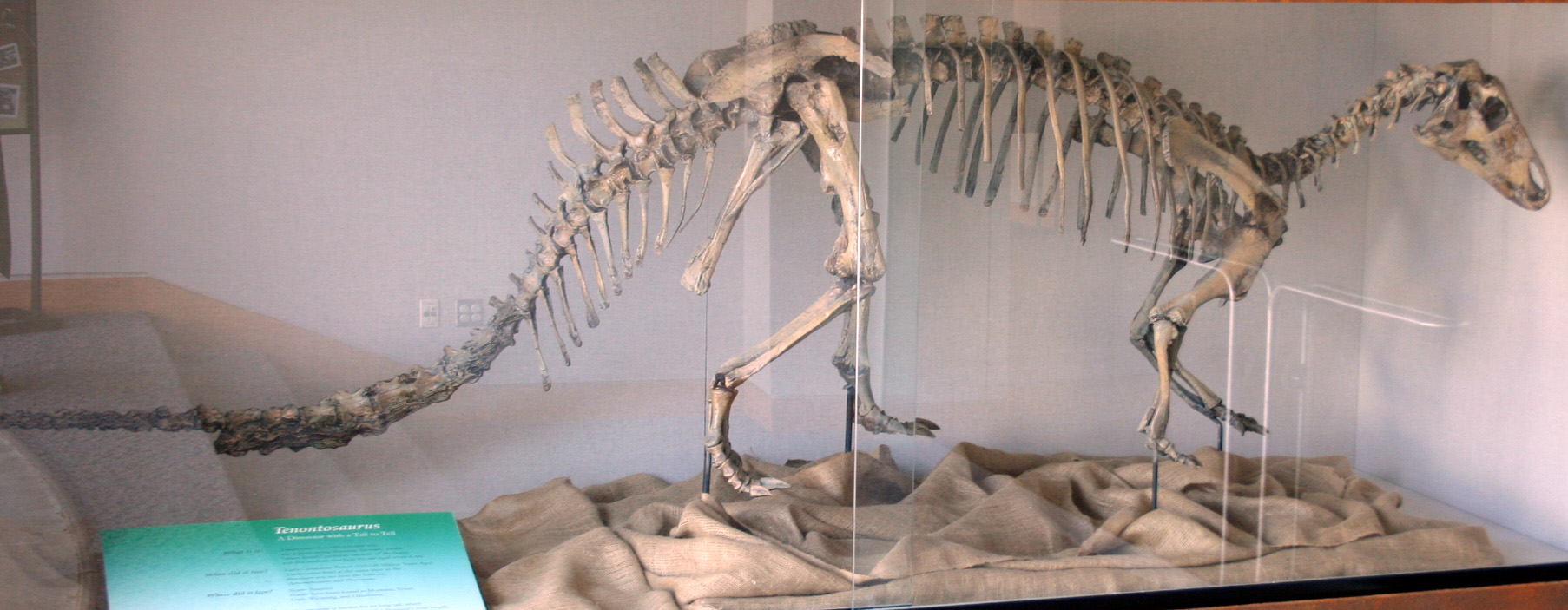
A Tenontosaurus csontváza az Észak-Karolinai Természettudományi Múzeumban (North Carolina Museum of Natural Sciences)

Észak-Amerika nyugati részének középső kréta időszaki, apti–albai korszakbeli, körülbelül 125–105 millió éves kőzeteiből vált ismertté. A hossza nagyjából 6,5 méter, a magassága 2,2 méter, a tömege pedig 1–2 tonna lehetett. A farka hosszabb volt, mint a csoportja többi tagjáé, az ideje nagy részét viszont hozzájuk hasonlóan négy lábon töltötte.
A medulláris csontszövet jelenléte a combcsontban és a sípcsontban azt jelzi, hogy a Tenontosaurus a mai madarakhoz hasonlóan ennek felhasználásával hozta létre a tojásait. A medulláris csontok két másik dinoszaurusznál, a Tyrannosaurusnál és az Allosaurusnál is ismertté váltak, emellett megállapítható, hogy a Tenontosaurus példány a pusztulása idején még csak 8 éves lehetett, így nem érte el a teljes, felnőttkori méretét. Mivel a dinoszauruszok evolúciója során a theropodákhoz, köztük az Allosaurushoz és a Tyrannosaurushoz is vezető fejlődési vonal nagyon korán elvált attól, amin a Tenontosaurus kifejlődött, ebből arra lehet következtetni, hogy a dinoszauruszok között általános volt a medulláris szövet termelése, és a teljes méret elérését megelőző szaporodási képesség.

## Felfedezés és fajok
A nemnek két faja vált ismertté, a Tenontosaurus tilletti (melyről John Ostrom készített leírást 1970-ben) és a Tenontosaurus dossi (melyet Winkler, Murray, és Jacobs írt le 1997-ben). A T. tilletti több példánya a Cloverly Formációból, Wyomingból és Montanából, valamint az Antlers Formációból, Dél-Oklahomából származik. A T. dossi csak egy pár példány alapján ismert, melyek a texasi Parker megyéből, a Twin Mountains Formációból kerültek elő.

## Fosszilis bizonyíték
A Deinonychus fogai és számos csontja a Tenontosaurus tilletti példányaival együtt kerültek elő, ami arra utal, hogy Deinonychus vadászként vagy dögevőként ebből az állatból táplálkozott.

## Fordítás
- Ez a szócikk részben vagy egészben a Tenontosaurus című angol Wikipédia-szócikk ezen változatának fordításán alapul.  Az eredeti cikk szerkesztőit annak laptörténete sorolja fel. Ez a jelzés csupán a megfogalmazás eredetét és a szerzői jogokat jelzi, nem szolgál a cikkben szereplő információk forrásmegjelöléseként.